# Москва (Актобе)
Москва́ (каз. Мәскеу или Москва) — один из крупнейших (по площади) районов Актобе.
Этимология названия района связана то ли с тем, что раньше в нём располагались переселённые из Москвы, которые принимали активное участие в строительстве города, то ли с московскими путейцами, строившими Ташкентскую железную дорогу.
Район Москва расположен на юго-востоке Актобе, на севере и северо-западе граничит с 11 и 12 микрорайонами, на северо-востоке пролегает железная дорога, а к югу и востоку от Москвы расположен микрорайон «Болашак» и район Авиагородок соответственно. Застроен преимущественно одноэтажными жилыми домами и коттеджами. В районе насчитывается около 50 улиц, самыми крупными являются улицы Иманова, Мясоедова и Арынова.
Районы Москва и Курмыш считаются привлекательными для инвесторов. К 2020 году планировалось застроить их многоэтажными домами, а название Москвы поменять на «Москва-сити».